# Чистяков Андрій Анатолійович
Андрій Анатолійович Чистяков (рос. Андрей Анатольевич Чистяков; 9 березня 1987, м. Магнітогорськ, СРСР) — російський хокеїст, нападник. Виступає за «Мечел» (Челябінськ) у Вищій хокейній лізі. 
Вихованець хокейної школи «Металург» (Магнітогорськ). Виступав за «Амур» (Хабаровськ), ХК «Есб'єрг», «Аріада-Акпарс» (Волжськ), «Сокіл» (Новочебоксарськ), Газпром-ОГУ (Оренбург), «Іжсталь» (Іжевськ).
Батько: Анатолій Чистяков.